# P706iμ
FOMA P706iμ（フォーマ・ピー なな まる ろく アイ ミュー）は、パナソニック モバイルコミュニケーションズによって開発された、NTTドコモの第三世代携帯電話（FOMA）端末である。

## 概要
- P705iμの後継端末。幅・長さ・厚さがすべて共通しているため、ワンセグに対応したことと外観の変更以外は大きな変更点はない。また、機種名に「μ」が付く端末としては、同時に発表されたN906iμと共に初めてワンセグが搭載された。
- P706iμにはP903iTVで搭載されたモバイルPEAKSプロセッサーが採用され、ワンセグをよりくっきりなめらかな映像で楽しめる。
- P705iμに引き続きインターフェイスデザインをTGB design.とコラボしている。
- 今までP7xxiμ端末は全て同じようなデザインだったがこの機種より大きく変更された。サブディスプレイの廃止が特に大きいと考えられるがこれはワンセグ搭載のために費用を抑えることが理由だと思われる。
- ワンセグ映像のmicroSD2GBへの録画時間は約740分。これはFOMAのワンセグ搭載端末の中では最長クラスである。

| 主な対応サービス           | 主な対応サービス                    | 主な対応サービス           | 主な対応サービス                                     |
| -------------------------- | ----------------------------------- | -------------------------- | ---------------------------------------------------- |
| DCMX／おサイフケータイ     | うた・ホーダイ                      | 着うたフル／着うた         | デジタルオーディオプレーヤー(WMA)(AAC)(SDオーディオ) |
| 直感ゲーム／メガiアプリ    | Music&Videoチャネル／ビデオクリップ | 3Gローミング（WORLD WING） | プッシュトーク                                       |
| FOMAハイスピード           | GPS／ケータイお探し                 | デコメール／デコメ絵文字   | iチャネル                                            |
| 着もじ                     | テレビ電話／キャラ電                | 電話帳お預かりサービス     | フルブラウザ                                         |
| おまかせロック／バイオ認証 | 外部メモリーへiモードコンテンツ移行 | トルカ                     | iC通信／iCお引越しサービス                           |
| きせかえツール／マチキャラ | バーコードリーダ／名刺リーダ        | 2in1                       | エリアメール                                         |

1. ↑  「しゃべる」のみ対応。
2. ↑  BモードのメールはWebメールとなる。

### プリインストールiアプリ
- iアプリバンキング
- FOMA通信環境確認アプリ
- Gガイド番組表リモコン
- iD設定アプリ
- 「DCMX」クレジットアプリ

## 不具合
- 2009年1月27日に以下の不具合の修正がソフトウェアの更新でなされた。
  - イヤフォンマイクで通話すると、相手側に相手の声がエコーして聞こえる。
  - メール宛先一覧画面で特定の操作を行うと、再起動する場合がある。
  - OFFICEEDエリア表示設定を「ON」にしていても「OFF」に戻ってしまう場合がある。

- 2011年6月20日に以下の不具合の修正がソフトウェアの更新でなされた。
  - フォントサイズを変更すると、絵文字の色指定が有効にならない場合がある。

(参照)P706iμのソフトウェアアップデート情報

## 歴史
- 2008年5月20日 - 電気通信端末機器審査協会 (JATE) 通過
- 2008年5月27日: F906i・F706i・N906i・N906iμ・N906iL・N706i・N706ie・P906i・P706ie・P706iμ・SH906i・SH906iTV・SH706i・SH706ie・SH706iw・SO906i・SO706i・L706ie・NM706iの開発が発表。
- 2008年7月25日 - 発売